# Ole Rømer
Ole Christensen Rømer (ur. 25 września 1644 w Aarhus, zm. 19 września 1710 w Kopenhadze) – duński astronom, fizyk i urzędnik.
Jego główne osiągnięcia naukowe to:
- obserwacje astronomiczne wskazujące na skończoną prędkość światła – były to pierwsze dowody tego typu[2];
- stworzenie skali temperatur (skala Rømera), na której zbudowano potem skalę Fahrenheita.

Przyczynił się do powstania szkół morskich (nawigacyjnych) w wielu duńskich miastach, zaprojektował pierwsze lampy uliczne (opalane olejem), które zostały użyte w Kopenhadze.
Przewodził kopenhaskiej policji od 1705 roku do śmierci; pełniąc ten urząd:
- wprowadził wiele nowych praw regulujących zasady powstawania nowych budynków;
- doprowadził do porządku kanalizację miejską;
- był odpowiedzialny za wybrukowanie wielu nowych ulic i placów;
- zreformował także miejską straż pożarną.

Planetoida (2897) Ole Römer została nazwana jego nazwiskiem.

## Literatura dodatkowa
- Andrzej Kajetan Wróblewski. Policjant i uczony. „Wiedza i Życie”, s. 63, kwiecień 2010. Warszawa: Prószyński Media. ISSN 0137-8929.